# Бушева
Бушева је планина у западном делу Северне Македоније на северозападном ободу Пелагоније, северно од Крушева. Састављена је од гнајса и кристаластих шкриљаца. Северне и источне стране планине су јој под буковом шумом. Највиши врхови су Мусица (1792 m) и Козјак (1762 m).